# Luigi Zambarelli
Padre Luigi Zambarelli (Minturno, 27 giugno 1877 – Roma, 13 gennaio 1946) è stato un presbitero e scrittore italiano, Preposito generale dei somaschi dal 1926 al 1932.

## Biografia
Nacque a Minturno il 27 (o 2) giugno 1877 da Antonio Zambarelli e Filomena Mallozzi. Già in giovane età si mostro propenso a seguire la vocazione sacerdotale, venendo seguito e spronato dallo zio sacerdote Giovanni Zambarelli, che lo portò a Roma nel 1852 e lo affidò ai somaschi. Compiuti gli studi presso il collegio convitto Vitale Rosi di Spello, fu ammesso al noviziato nel 1895 e professò i voti semplici l'anno successivo, venendo ammesso nell'ordine dei Chierici regolari di Somasca nel 1900 dopo aver compiuto gli studi liceali presso il collegio Angelo Mai. Proseguì gli studi teologici a Roma e fu ordinato sacerdote nel 1902 presso la basilica di San Giovanni in Laterano, venendo destinato all'insegnamento presso l'Istituto per ciechi Sant'Alessio, di cui divenne rettore nel 1914. Nel 1916 conseguì infine un dottorato in teologia e diritto canonico.
Come rettore dell'Istituto diede un forte impulso per migliorare la formazione degli allievi, organizzando cicli di conferenze culturali, arricchendo personalmente la biblioteca attraverso la trascrizione in Braille di numerose opere (tra cui il catechismo di Pio X) e aumentando gli esercizi di ginnastica. Per il suo operato a favore dei ciechi, fu spesso definito come "apostolo" o "padre dei ciechi". Fu inoltre seguace di don Luigi Guanella, che conobbe due anni prima della consacrazione della basilica di San Giuseppe al Trionfale, e testimoniò in occasione del suo processo di beatificazione, sostenendo che don Guanella "si sarebbe quasi detto che fosse un sacerdote di pochi numeri perché sapeva dissimulare e la sua dottrina e la sua profonda virtù sotto il velo della vera umiltà cristiana".
Nel 1926 divenne Preposito generale del suo ordine, carica che mantenne fino al 1932. Oltre all'impegno religioso, fu un insigne letterato e dantista, componendo numerose poesie, inni e biografie tra cui opere dedicate a Clelia Bertini Attilj, Cosimo Caruso, Giovanni Battista de La Salle, Girolamo Emiliani, Giovanni Thiene, Giulio Salvadori, Fazio degli Uberti, Ferdinando Pecci e Carlo Moizo. Fu inoltre socio di varie accademie tra cui l'Accademia dell'Arcadia, la Pontificia accademia dell'Immacolata e l'Accademia Properziana del Subasio e contribuì all'Enciclopedia Italiana di scienze, lettere ed arti dell'Istituto Treccani, redigendo la storia del suo ordine.
Morì a Roma il 13 gennaio 1946.

## Opere
- Inno alla Patria, Viterbo, Tipografia Monarchi, 1916.
- L'Istituto dei ciechi in Roma, Roma, 1923.